# Nonnenfelsen
Nonnenfelsen (Jeptišky) je pískovcový skalní masív v Chráněné krajinné oblasti Žitavské hory, která je součástí Přírodního parku Žitavské hory (Naturpark Zittauer Gebirge). Skalní hřbet s četnými skalními věžemi a dalšími skalními tvary se nachází poblíž česko-německé státní hranice na okraji obce Jonsdorf v zemském okrese Zhořelec v Sasku.  

## Popis lokality

### Geografická poloha

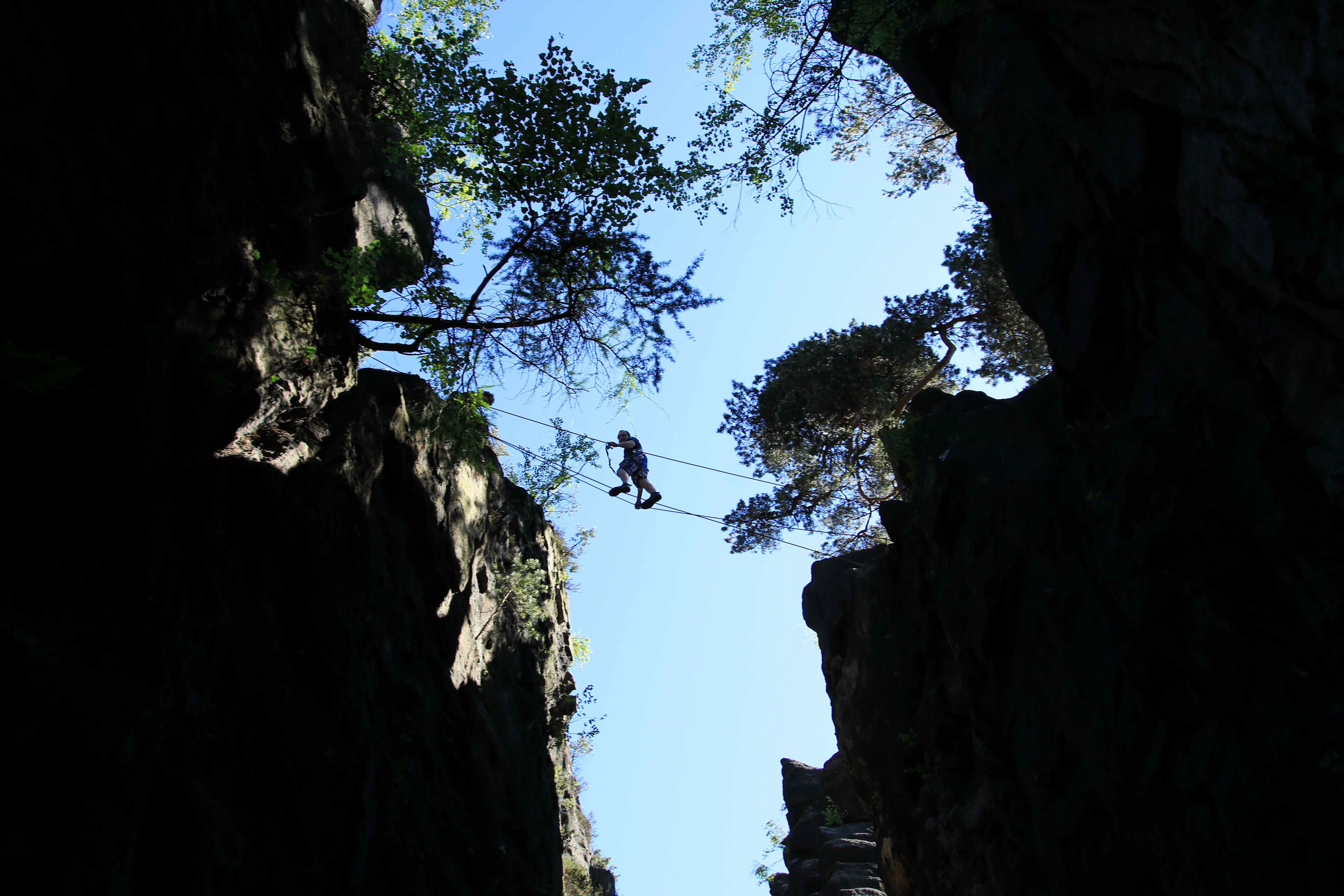
Lanová lávka nad Skalní ulicí

Přibližně 150 metrů dlouhý skalní hřbet Nonnenfelsen se nachází na území geomorfologického celku Lužické hory, které jsou na území Saska označovány jako Žitavské hory (Zittauer Gebirge). Nonnenfelsen jsou vzdáleny od centra Jonsdorfu asi 1 km, od jihozápadního okraje této rekreační obce a klimatických lázní činí vzdálenost pouze zhruba 250 –- 300 metrů. Hraniční přechod Dolní Světlá/Jonsdorf mezi okresy Česká Lípa a Zhořelec v Euroregionu Nisa je od jižního vstupu do skal vzdálený po turistické stezce jen asi 760 metrů. Nejvyšší bod masívu dosahuje 537 m n. m., na jižní straně skály obtéká potok Pochebach.

### Geologie
Horninou, která tvoří skalní masív Nonnenfelsen, je středně zrnitý pískovec, který pochází z druhohorního období svrchní křídy. V období třetihor byly pukliny a průrvy v pískovcovém masívu vyplněny magmatickými horninami. Čedičová či znělcová žíla proťala podélně celý skalní hřbet a přispěla ke zpevnění zdejších pískovců. Magmatická hornina, tvořící výplň žíly, se postupně zvětráváním rozpadla a výsledkem je 100 metrů dlouhá, tři metry široká a dvacet až třicet metrů hluboká skalní rozsedlina uprostřed hřbetu, nazývaná Felsengasse (Skalní ulice). Tato průrva je samostatně chráněna jako přírodní památka.

## Historie

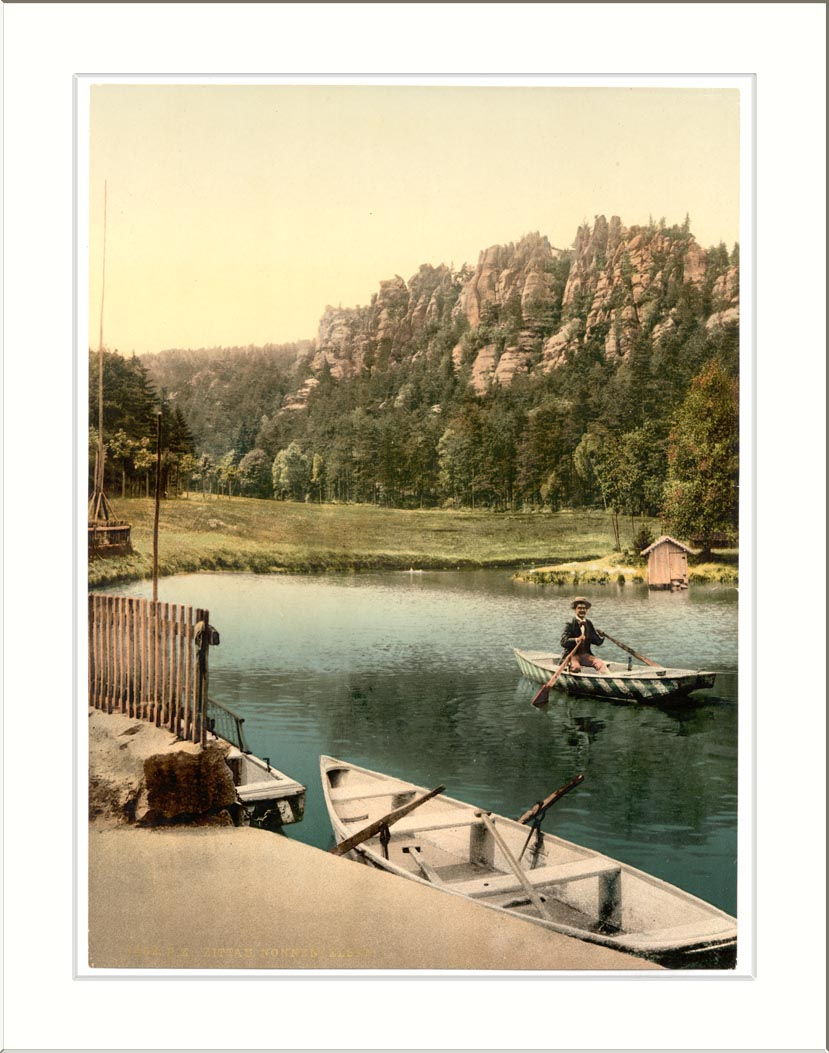
Nonnenfelsen na kolorované pohlednici z konce 19. století

Před staletími se ve zdejším kraji utvářely pověsti, inspirované vzhledem jednotlivých skalních věží, v nichž místní obyvatelé viděli podobu mnichů a jeptišek v řeholních hábitech. Tak vznikla i pověst o dvou mladých jeptiškách, které porušily řeholní slib, podlehly pozemské lásce a za trest byly proměněny v kámen.
V roce 1846 začal jonsdorfský občan a milovník místní přírody Johann Friedrich Seidel zpřístupňovat vrcholové partie skalního masívu. Vybudoval zde první můstky, schody, vyhlídkovou plošinu s přístupovou cestou a umístil informační tabule. Nápisy, vytesané do skal, připomínají návštěvu saského krále Freidricha Augusta II. 13. srpna 1850 a o téměř tři desítky let později, 2. května 1888, návštěvu krále Alberta I. Saského.
Po Seidelově smrti se v roce 1858 ujal dalšího zpřístupnění skal místní občan Karl Gotthelf Buttig. Na vrcholu skal v jejich severní části upravil velkou vyhlídkovou plošinu a vybudoval k ní přístup po novém mostě přes skalní průrvu. O rok později Karl Buttig získal povolení ke stavbě hostince.
Restaurace v severní části skal byla otevřena v roce 1860. Hostinec byl postupně rozšiřován a když v roce 1902 vyhořel, byl záhy poté obnoven. V té době bylo poblíž hostince umístěno dělo, z nějž se pro zábavu turistů střílelo, aby vznikala ozvěna. V roce 1990 byla chátrající restaurace uzavřena a až do roku 1996 probíhala její rekonstrukce.  V roce 2007 restauraci zakoupili sourozenci Heinrichovi a pokračovali v renovaci tohoto historického objektu.

## Horolezectví
Masív Nonnenfelsen je také známou horolezeckou lokalitou. Lezecky je využívána řada místních skalních věží, obvykle vysokých kolem 25 až 30 metrů. V blízkosti hostince jsou skály Klettergipfel Nonnefelsen a Nonnenfelsen, dále pak v jihozápadním směru se nacházejí skalní stěny Schluchtwand a Neue Schluchtwand, za nimi pak 25 metrů vysoká skalní věž Barbarine a na jihozápadním konci masívu věž Nonnenturm. V nejbližším okolí jsou ještě známé skály Jonsdorfer Monch, Mönchslochwarter, Buchbergspitze a Waltersdorfer Turm. Celkem je v masívu Nonnenfelsen vyznačeno 16 lezeckých cest o obtížnosti od stupňů II až IV až po stupeň VII a VIII UIAA.
V roce 1994 vybudovali členové žitavské sekce Německého alpského spolku v masívu Nonnenfelsen zajištěnou cestu Nonnensteig. Tato středně těžká ferrata, jejíž začátek je na jižním úpatí masívu, je zhruba 350 metrů dlouhá a překonává výškový rozdíl 60 metrů. Její součástí je devět metrů dlouhý visutý most mezi skalami a od roku 2011 také lanová lávka mezi stěnami Skalní ulice.

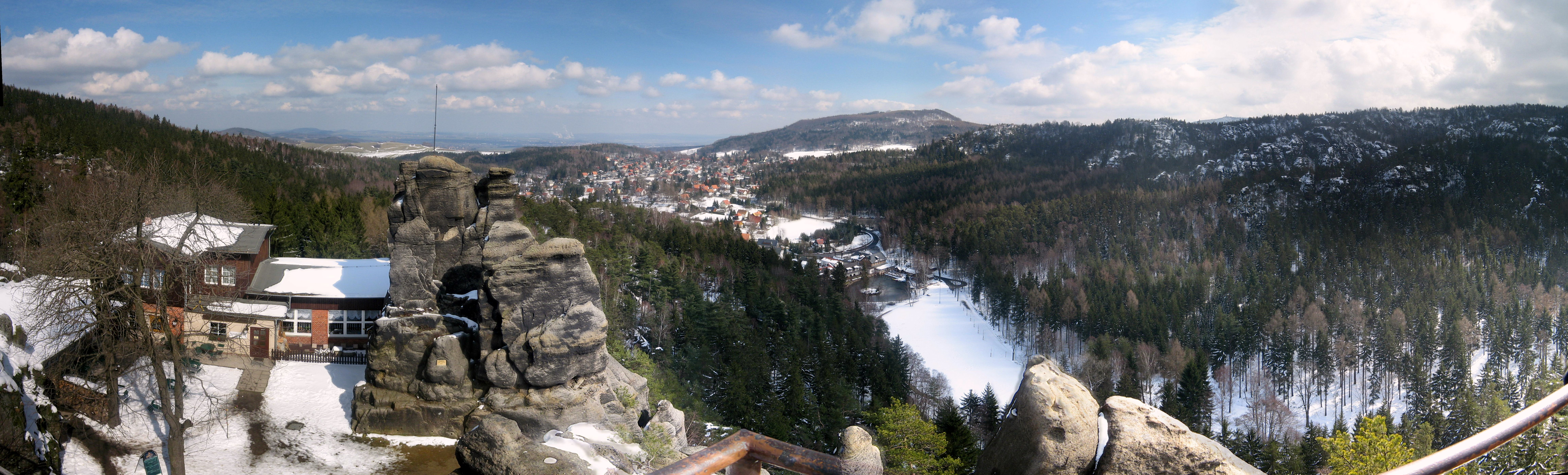
Pohled z vyhlídkové plošiny na restauraci Berggasthof Nonnenfelsen a obec Jonsdorf